# Butanoat d'etil
El butirat d'etil, butanoat d'etil o èter butíric és un èster amb la fórmula CH₃CH₂CH₂COOCH₂CH₃. És soluble en propilen glicol, oli de parafina i querosè. Té una olor afruitada similar a la pinya tropical o l'albercoc entre moltes altres fruites.

## Usos
Es fa servir com gust artificial que sembla el del suc de taronja o pinya tropical en begudes alcohòliques (per exemple, en martinis, daiquiris, etc.), com a solvent en productes de perfumeria i en plastificants per a la cel·lulosa. Resulta molt barat i és molt usat.

## Producció
Es pot sintetitzar per la reacció de l'etanol amb àcid butíric essent aquesta una reacció de condensació.